# Paul Hermanek

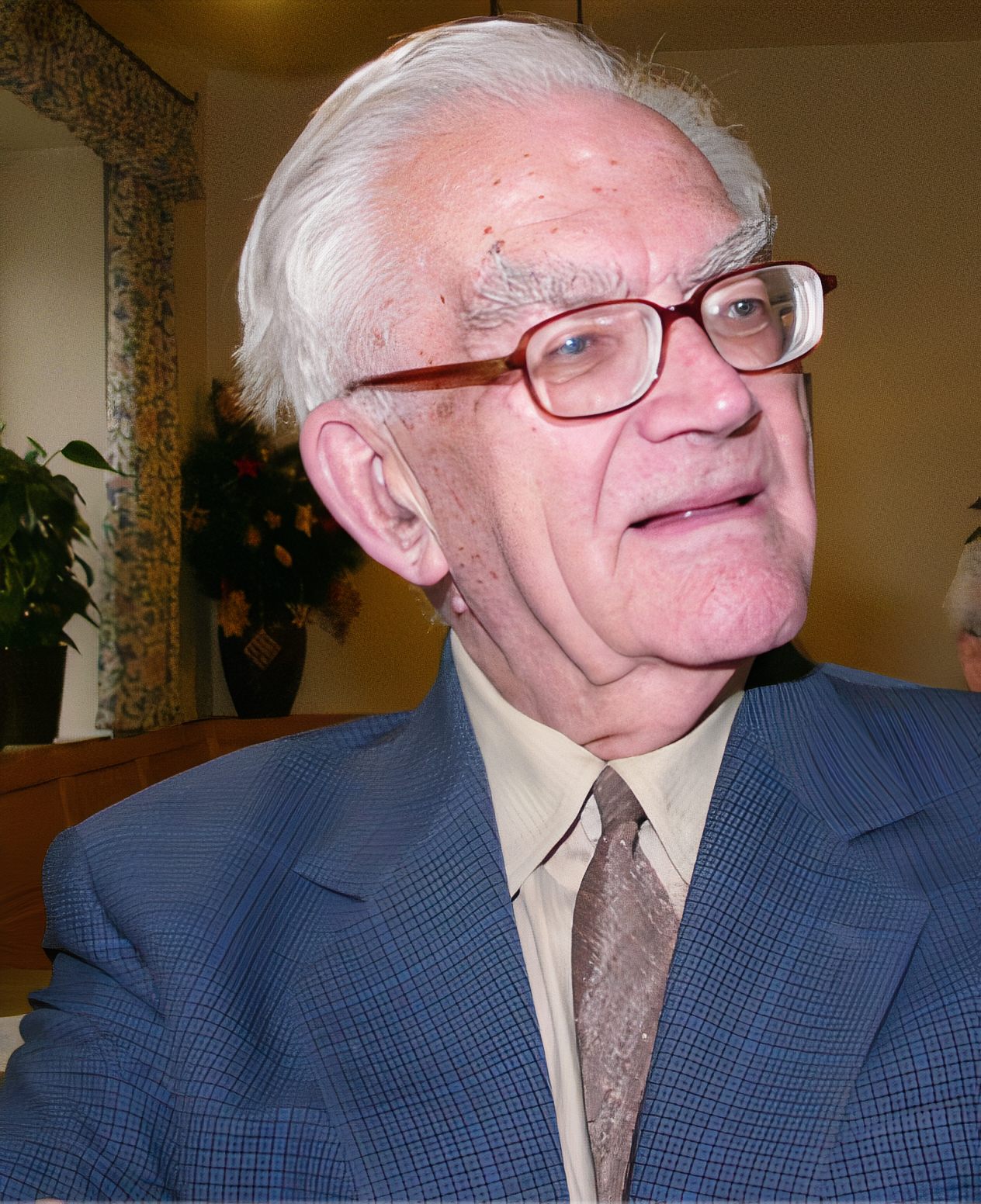
Paul Hermanek

Paul Hermanek (* 8. März 1924 in Wien; † 17. September 2020 in Erlangen) war ein deutscher Pathologe und Onkologe.

## Leben
Paul Hermanek ist Sohn des Börsenmaklers Karl Hermanek und dessen Ehefrau Ilse Hermanek geb. Steiner. 1955 heiratete er Christine Zimmermann, mit der er zwei Kinder hatte. Ein Sohn ist der Münchner Chirurg Peter Hermanek, Leiter der Geschäftsstelle der Bayerischen Arbeitsgemeinschaft für Qualitätssicherung in der stationären Versorgung.
In der Nachkriegszeit in Österreich studierte Hermanek an der Universität Wien. 1947 wurde er Mitglied der KaV Norica Wien im Österreichischen Cartellverband. In Wien wurde er 1950 zum Dr. med. promoviert. 1966  habilitierte er sich für Pathologie. 1969 folgte die Habilitation für Klinische Pathologie an der Friedrich-Alexander-Universität Erlangen, Zugleich übernahm er die Leitung der Abteilung für klinische Pathologie, die der Chirurg Gerd Hegemann an seiner Klinik im Universitätsklinikum Erlangen eingerichtet hatte. Seit 1972 Professor, trat Hermanek 1990 in den Ruhestand. Die Zusammenarbeit von Hegemann und Hermanek nahm weltweit Einfluss auf die „Fortentwicklung der chirurgischen Onkologie.“
Hermanek saß in zahlreichen Fachgremien. So hatte er 1991–1994 die Leitung der Kommission Diagnostische Standards der Deutschen Krebsgesellschaft inne und 1995–1999 den Vorsitz über die Kommission Qualitätssicherung der Deutschen Krebsgesellschaft. Mit dem Pathologen Leslie Howard Sobin gab Hermanek über viele Jahre für die Union internationale contre le cancer die TNM-Klassifikationen heraus. „Diese Bibel der Prognosekategorisierung bösartiger Erkrankungen legt im Detail das Ausmaß des Krebsleidens eines einzelnen Patienten fest, ermöglicht so internationale Vergleiche und ist zugleich die Grundlage der individuellen Behandlung des Betroffenen. Damit hat Prof. Hermanek die zunehmend individualisierte Krebstherapie ebenfalls schon lange vorweggenommen.“

## Ehrungen
- 1986 Johann-Georg-Zimmermann-Medaille[2]
- 1988 Deutscher Krebspreis, mit Franz Paul Gall, klinischer Teil[2]
- 1988 Jubiläumspreis der Deutschen Gesellschaft Chirurgie[2]
- 1994 Ehrendoktor der Westfälischen Wilhelms-Universität Münster[2]
- 1994 European Award der Europäischen Society of Surgical Oncology[2]
- 1996 Karl-Heinrich-Bauer-Medaille der deutschen Krebsgesellschaft[2]
- 1997 Wilhelm Werner-Krebspreis[2]
- 2001 Ehrenmitglied der Deutschen Gesellschaft für Chirurgie[6]
- 2015 Preis der Bamberger Morphologietage[5]

## Schriften
- mit Hermann Bünte: Die intraoperative Schnellschnittuntersuchung. Methoden und Konsequenzen, Urban und Schwarzenberg, München Berlin Wien 1972, ISBN 3-541-05801-3.
- mit Franz Paul Gall: Grundlagen der klinischen Onkologie. Witzstrock, Baden-Baden Köln New York 1979, ISBN 3-87921-103-5.
- mit Franz Paul Gall: Lungentumoren. (=Kompendium der klinischen Tumorpathologie. Bd. 2), Witzstrock, Baden-Baden Köln New York 1979, ISBN 3-87921-124-8.
- Pathohistologische Begutachtung von Tumoren. perimed-Fachbuch-Verlagsgesellschaft, Erlangen 1983, ISBN 3-88429-070-3.
- mit Gustav Wagner: Organspezifische Tumordokumentation. Prinzipien und Verschlüsselungsanweisungen für Klinik und Praxis. Springer, Berlin 1995, ISBN 3-540-58711-X.

## Herausgeber und Übersetzer
- TNM-Klassifikation maligner Tumoren.  UICC, International Union against Cancer. 4. Auflage 2. Revision, Springer, Berlin u. a. 1993, ISBN 3-540-17602-0.
- TNM-Atlas. Illustrierter Leitfaden zur TNM/pTNM-Klassifikation maligner Tumoren. UICC, Internat. Union against Cancer. 4. Auflage, Springer, Berlin u. a. 1998, ISBN 3-540-63799-0.